# Enrique López Zarza
Enrique López Zarza (México, 1957. október 25.  – ) mexikói válogatott labdarúgó. 

## Pályafutása

### Klubcsapatban
1975 és 1983 között a Pumas UNAM, 1983 és 1987 között a Club Puebla csapatában játszott. 1987–88-ban az Atlante játékosa volt. 1988 és 1991 között a Cobras, 1992 és 1993 között a Club León együttesében szerepelt.  

### A válogatottban
1978 és 1984 között 23 alkalommal szerepelt az mexikói válogatottban. Részt vett az 1978-as világbajnokságon és az 1981-es CONCACAF-bajnokságon.

## Sikerei, díjai
Pumas UNAM
- Mexikói bajnok (2): 1976–77, 1980–81
- CONCACAF-bajnokok kupája (2): 1980, 1982
- Copa Interamericana (1): 1980

Club León
- CONCACAF-bajnokok kupája (2): 1993

Mexikó
- CONCACAF-bajnokság bronzérmes (1): 1981